# Старая библиотека (Берлин)

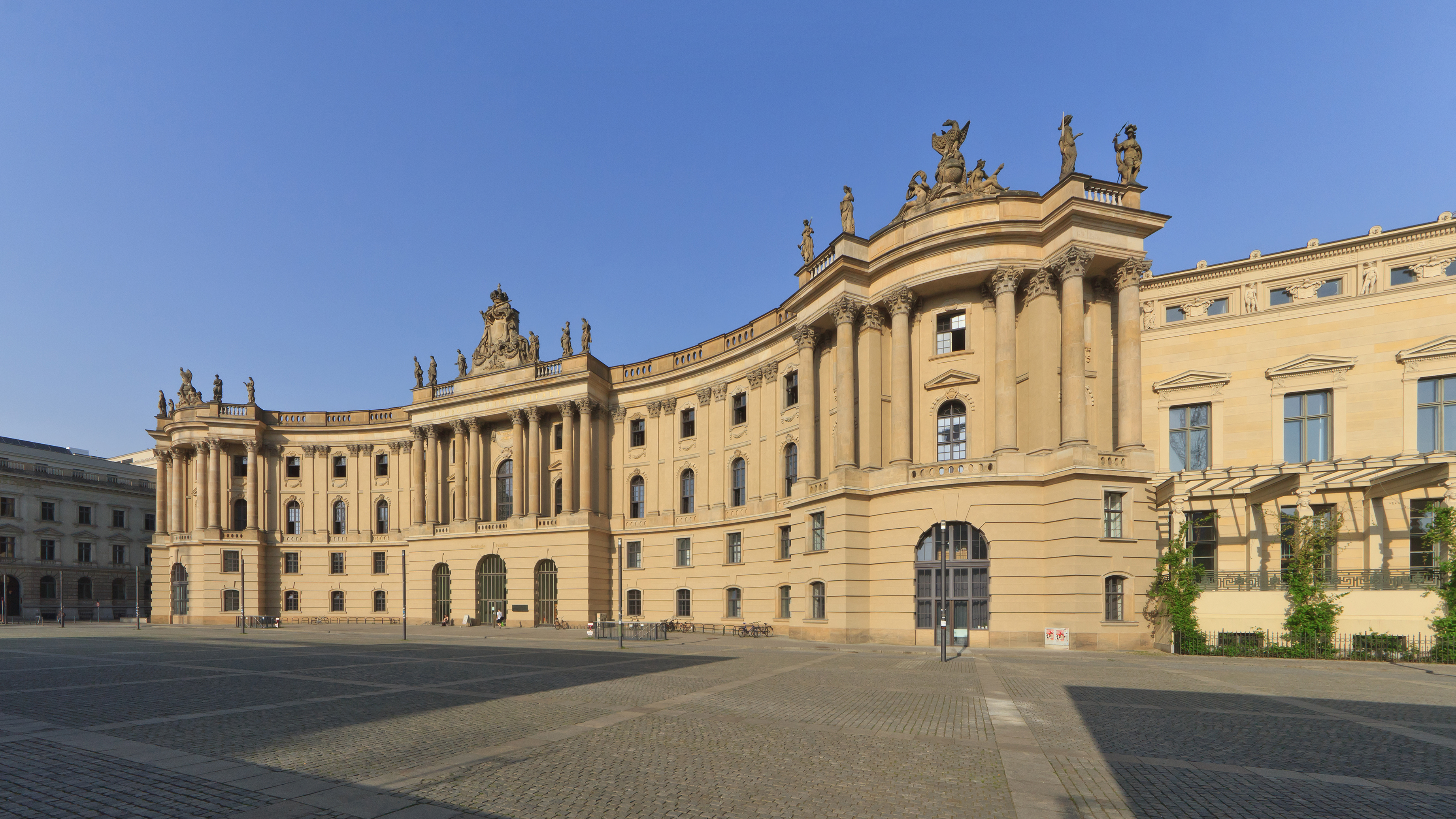
Старая библиотека на площади Бебеля в Берлине. Справа — фасад Старого дворца с перголой

Старая библиотека (нем. Alte Bibliothek) — здание в центре Берлина, где ранее размещалась Королевская библиотека (ныне Государственная библиотека). Старая библиотека расположена в административном округе Митте на бульваре Унтер-ден-Линден и прилегающей к нему площади Бебеля, бывшей Оперной площади. Здание в стиле барокко было возведено в 1775—1780 гг. по проекту австрийского архитектора Йозефа Эмануэля Фишера фон Эрлаха прусским архитектором Георгом Христианом Унгером. С 1914 года в Старой библиотеке размещается юридический факультет Университета имени Гумбольдта.
Старая библиотека была построена по заказу Фридриха Великого. Благодаря Старой библиотеке литература, которая ранее была исключительной привилегией дворянства, министров и высших государственных чинов, стала доступной для буржуазии. До настоящего времени на портале здания красуется надпись на латыни «nutrimentum spiritus» — «пища для души».
В 1784 году новое здание приняло 150 тысяч томов основанной Фридрихом Вильгельмом «Курфюршеской библиотеки Кёльна на Шпрее», с 1661 года размещавшейся в аптечном флигеле берлинского Городского дворца, а в 1701 году получившей название «Королевская библиотека Берлина». В библиотеке хранились рукописи таких выдающихся представителей эпохи Просвещения, как Кант, Лейбниц, Дидро, Руссо и Вольтер. К началу XIX в. Королевская библиотека превратилась в самое крупное и эффективное библиотечное учреждение в немецкоязычном пространстве. Постоянно растущие фонды составляли в 1905 году около 1,2 млн томов, и возникла необходимость в новых площадях. В 1914 году библиотека была переведена в здание по адресу Унтер-ден-Линден, 8, а с 1918 года получила название «Прусская государственная библиотека». С 1990 года её наследником является «Государственная библиотека — Прусское культурное наследие», ставшая самой крупной универсальной библиотекой Германии (10 млн томов).
Своим обликом Старая библиотека напоминает Михайловский корпус венского Хофбурга: Фридрих Великий приказал Унгеру скопировать венский проект. Однако в самой Вене проект, которому уже на этот момент было уже 50 лет, в несколько изменённой форме был воплощён лишь в 1889—1893 гг. Таким образом возник исторический курьёз: берлинская копия на сто лет старше своего венского оригинала.
Уже более двухсот лет Старая библиотека носит у берлинцев прозвище «комод». Во Вторую мировую войну здание серьёзно пострадало и было восстановлено.